# گلادیس دیویس (ورزشکار)
گلادیس دیویس (انگلیسی: Gladys Davis؛ ۲۹ ژوئیه ۱۸۹۳ – ۲۳ مهٔ ۱۹۶۵) ورزشکار شمشیربازی اهل بریتانیا بود.
وی در مسابقات کشوری و بین‌المللی در مجموع برندهٔ ۱ مدال نقره شده‌است.